# Патрей
Патре́й (также Патрэй, Патраей) (др.-греч. Πατραεύς) — древнегреческий город-колония в Северном Причерноморье, в настоящее время городище на северном берегу Таманского залива около посёлка Гаркуша Темрюкского района Краснодарского края.

## В античных источниках
Город упоминается в работах Гекатея Милетского (под названием Патрасий) и Страбона. Скилак считал, что Патрей находится в Синдике.

## История
Поселение сабатиновской культуры на месте Патрея существует с конца бронзового века. Создание города относится ко 2-й четверти VI века до нашей эры, когда ионийцы (скорее всего, выходцы из Милета) создали здесь городской центр сельскохозяйственного региона. В 438 году до н. э. Патрей вошёл в Делосский союз; через несколько десятилетий — в Боспорское государство при царе Сатире I.
Патрей был разрушен в середине I века до н. э., но вновь расцвёл в I веке н. э., уцелев во время нашествий варваров в середине III века, этот период продолжился до IV века. Однако уже в V веке жизнь сохранилась лишь на руинах крепости (разрушенной, подобно другим крепостям, в правление Савромата I на рубеже I—II веков н. э.). Упадок продолжался до возрождения с приходом хазар в VIII веке, сменившимся новым упадком в тьмутараканские времена (X—XI века). Патрей вновь окреп с XII века в домонгольский период, после чего в XIII—XVIII веках здесь располагалась большая деревня, Пушукай.

## Архитектура
В период античного расцвета площадь города была около 8 га. Находившийся на севере «Верхний город» был обнесён рвом, «Нижний город» теперь покрыт водой. Пригороды с усадьбами занимали площадь более 40 га, многочисленные сельские усадьбы были расположены вдоль дорог, участки земли имели площадь от 2,7 до 14,7 га.
В период царствования Асандра в городе была построена прямоугольная крепость площадью 7 тысяч м2 с четырьмя угловыми и двумя проездными башнями. Патрей расширялся к востоку, по направлению к крепости.

## Археологические исследования
Археологам впервые посетили Патрей в 1853 году. На территории работали многочисленные экспедиции:
- 1928 год (А. С. Башкиров, С. Ф. Войцеховский);
- 1948—1951, 1961, 1962 годы (Башкиров);
- 1964—1966, 1968—1970 годы (Н. И. Сокольский и Р. А. Стручалина);
- 1985—1989 годы (Б. Г. Петерс);
- 1990—2010 годы (А. П. Абрамов);
- 1990—2006 годы (В. Н. Таскаев);
- 2000—2005 годы (А. Г. Васильев).

Находки включают широкий выбор керамики, датированной от VI века до н. э. до XIV века н. э., античные монеты (3 клада), надписи, статуэтки, обломки скульптур, инструменты, украшения.
Из 6 самых ранних по времени чеканки кизикинов (электровых монет города Кизик в Мизии), найденных на территории бывшего Боспорского царства, 3 были найдены в Патрее. В составе небольшого монетного клада, обнаруженного в 1998 году, было 2 гекты или гемигекты VI века до н. э. из Кизика: одна с изображением на аверсе тунца вертикально вниз, по бокам — головы тунцов, обращённые в разные стороны (этот тип чеканился в период с 600 по 550 год до н. э.), другая — с изображением головы Афины в коринфском шлеме, справа тунец по диагонали головой вниз (550—500 года до н. э.). Кроме того, Патрейский клад 1998 года включал кизикскую гекту 500—460 годов до н. э. и серебряный диобол из Пантикапея 500—475 годов до н. э. Этот клад уникален не только наличием некоторых самых ранних из числа обнаруженных на Боспоре кизикинов, но также тем, что эти кизикины представлены гектами (или гемигектами) — мелкими фракциями статера, бывшего основным номиналом в электровой чеканке Кизика. До находки в Патрее мелкие фракции статера в кладах не встречались. Уникально и соседство в рамках одного клада монет из Кизика с ранним боспорским серебром — до клада 1998 года такие случаи не были известны.
В 2009 году на городище Патрей был найден ранее неизвестный тип кизикина с головой барана, отнесённый исследователями к 550—500 годам до н. э. 3 другие экземпляра электровых монет Кизика VI века до н. э., обнаруженные на территории Боспорского царства — это статер из крымского Мирмекийского клада 2003 года с головой Афины в коринфском шлеме, аналогичный гекте из Патрейского клада; найденная в Кепах гемигекта с крабом, держащим в своих клешнях голову тунца (600—550 года до н. э.); находка 1948 года из Пантикапея с изображением головы вепря (550—520 года до н. э.).
В затопленной водами Таманского залива части городища Патрей нашли свинцовое письмо о взымании долга. Использование интерпункции в виде двух точек в патрейском письме определяет время его написания не позднее начала V века до н. э. Письмо является 11-м по счёту среди найденных боспорских надписей на свинцовых пластинах, датируемых VI—II веками.